# Грохув
Грохув (пол. Grochów) — микрорайон в центре дзельницы Прага Полудне в Варшаве на восточном берегу реки Висла. В Грохуве находятся штаб-квартиры Польской оптической компании и самого известного польского телеканала Polsat.

## История
В 1347 году герцог Мазовии подарил деревню Грохув кафедре Плоцка. В документе от 1570 года деревня упоминается, вместе с Камионом и Гоцлавом, как владения этой кафедры. Грохув сильно пострадал при вторжении протестантов-шведов в середине XVII века. В 1766 году король Станислав Август Понятовский приобрёл эти земли у архиерея Плоцка. В 1780 году он передал их своему племяннику Станиславу Понятовскому, который восстановил Грохув, разделив его на восемь имений и передав их разным лицам.
30 декабря 1784 года Грохув Первый получил Ян Дзевановский, каштеллян Хелмновский. В 1819 году это имение приобрёл известный издатель и переводчик Бруно Кицинский. 6 января 1790 года Грохув Второй получил Ян Миллер, администратор Станислава Понятовского. 12 января 1785 года Грохув Третий получил священник Вихерт, кустод Ливонского ордена. В 1880 году это имение приобрёл Владислав Герман, а особняк с садом историк Матиас Бергсон. Во время Второй Речи Посполитой владельцем особняка стал Карол Мыслинский.
20 сентября 1784 года Грохув Четвёртый получил капитан Богуцкий. Грохув Пятый, под названием Заповедня, 7 января 1784 года получил Франтишек Самсонович, гражданин города Прага. В 1840 году это имение приобрёл Ян Эмануэль Брюль. 23 апреля 1784 года Грохув Шестой получил Пётр Суминский, каштеллян Брест-Куявский. В 1880 году это имение разделили на части, которые, затем, сдали под строительство фабрик и заводов. 1 июля 1789 года Грохув Седьмой получил Феликс Шамборский, а Грохув Восьмой — Григорий Шамборский.
Держатели отдельных частей Грохува получили их в полную собственность указом императора Александра II от 24 июня 1870 года. В 1822—1823 году, после строительства Брестской дороги, в районе современной улицы Гроховской стали селиться ткачи, чья продукция была известна как в самой Российской империи, так и за её пределами. Во время Ноябрьского восстания 1831 года произошла битва при Грохуве между польскими повстанцами во главе с Юзефом Хлопицким и российской армией под командованием Ивана Дибича.
С начала XIX века до 60-х годов века ХХ здесь действовал крупнейший в Царстве Польском рынок лошадей и крупного рогатого скота, на том месте, где ныне находится здание Варшавского ветеринарного института и парк. В XIX веке в Грохуве производилось известное пиво и другие спиртные напитки. В это же время здесь были построены заводы по производству свечей, спичек и изделий из кожи.
В 1916 году Грохув был присоединён к Варшаве. Тогда был создан одноимённый округ, охватывавший почти всю площадь современной дзельницы Прага Полудне. Во время Второй Речи Посполитой в Грохуве значительно выросла численность населения: в 1921 — 6000 человек, в 1930 — 13000 человек, в 1938 — 43200 человек. После Второй мировой войны в микрорайоне было построено большое число промышленных предприятий и увеличен жилой фонд. В начале XXI века в Грохуве планируется строительство метро.

## Достопримечательности
- Церковь Непорочного Сердца Пресвятой Девы Марии.
- Грохувская больница.
- Обелиск в честь строительства Брестской дороги.
- Здание Варшавского ветеринарного института.